# Maślan butylu
Maślan butylu – organiczny związek chemiczny z grupy maślanów, ester kwasu masłowego i butanolu. Ma zapach kojarzący się z ananasem.
Jest to bezbarwna ciecz, nierozpuszczalna w wodzie, współczynnik załamania wynosi 1,406 w 20 °C.
Reakcja otrzymywania:
C
3H
7COOH + C
4H
9OH → C
3H
7COOC
4H
9 + H
2O